# Acclaim Entertainment

Acclaim Entertainment, Inc – producent i wydawca gier komputerowych na takie platformy sprzętowe jak: Super Nintendo, Nintendo 64, PlayStation 2, Xbox, Nintendo GameCube, Game Boy Advance oraz PC.
Firma została założona w 1987 roku jako Delaware Corporation oraz utrzymywała operacje z USA, Wielką Brytanią, Niemcami, Francją, Hiszpanią, Australią oraz Japonią.
1 września 2004 roku Acclaim wniósł o ogłoszenie upadłości. Sąd ogłosił bankructwo, firma przestała istnieć a majątek został zużyty na zapłatę długu, który wyniósł około 100 milionów dolarów.

## Gry wyprodukowane i wydane przez Acclaim
- Armorines: Project Swarm PS, N64, GBC
- Aggressive Inline PS2, Xbox, Gamecube
- BMX XXX Xbox, PS2, Gamecube
- Burnout PS2, Xbox, Gamecube
- Constructor PC
- ECW Anarchy Rulz Dreamcast, PS
- ECW Hardcore Revolution Dreamcast, PS, N64, GBC
- Extreme-G N64
- Extreme-G 2 N64, PC
- XG3: Extreme G Racing PS2, GameCube
- XGRA: Extreme-G Racing Association PS2, GameCube, Xbox
- Fantastic Four PS
- Ferrari Grand Prix Challenge NES
- Juiced: Szybcy i gniewni PS2, turokXbox, Gamecube
- Jupiter Strike PS
- Legends of Wrestling PS2, Xbox, Gamecube
- Legends of Wrestling 2 PS2, Xbox, Gamecube
- Legends of Wrestling: Showdown PS2, Xbox, Gamecube
- X-Men NES
- Re-Volt Dreamcast, PS, N64, PC
- Shadowman Dreamcast, N64, PS, PC
- Shadowman: 2econd Coming PS2
- South Park PS, N64, PC
- South Park Rally PS, N64, PC, Dreamcast
- South Park: Chef's Luv Shack PS, N64, PC, Dreamcast
- Summer Heat Beach Volleyball Xbox
- Simpsons: Bart and the Beanstalk GB
- Simpsons: Bart Meets Radioactive Man NES
- Simpsons: Bart vs. The Space Mutants NES, Master System
- Simpsons: Bart vs. The World NES
- Simpsons: Bart vs. The Juggernauts GB
- Simpsons: Bart's Nightmare SNES, Genesis
- Simpsons: Virutal Bart SNES, Genesis
- Turok: Dinosaur Hunter N64, PC
- Turok 2: Seeds of Evil N64, PC, GBC
- Turok 3: Shadows of Oblivion N64
- Turok: Rage Wars N64, GBC
- Turok: Evolution PS2, PC, Xbox, Gamecube, GBC
- WWF In Your House PS
- WWF Wrestlemania: The Arcade Game SNES, Genesis, Saturn, Arcade, PS
- WWF War Zone PS, N64
- WWF Attitude PS, N64
- Vexx PS2, Xbox, Gamecube